# Les Compagnons de la marguerite
Pour plus de détails, voir Fiche technique et Distribution.
Les Compagnons de la marguerite est un film franco-italien réalisé par Jean-Pierre Mocky, sorti en 1967.

## Synopsis
Le narrateur, Flamand, raconte l'histoire de son collègue Matouzec, dit Matou, restaurateur de manuscrits à la Bibliothèque nationale, et capable d'imiter pour cela n'importe quelle écriture. Matou ne supporte plus sa femme, dont tout le sépare, et réciproquement. Un hasard lui donne l'idée de trouver un couple « complémentaire » du sien, et de falsifier les registres d'état civil, pour interchanger épouses et époux sans avoir à divorcer. Il passe une annonce pour trouver ce couple et fixe le rendez-vous sur une tour de Notre-Dame, une marguerite à la boutonnière.
La « police des us et coutumes », flairant une grosse affaire, s'y rend en la personne de l'inspecteur Leloup. Celui-ci entre dans le jeu de Matou pour le confondre, tant et si bien qu'il finit par se retrouver marié à l'ex-Mme Matouzec et que sa propre femme devient la nouvelle Mme Matouzec. Cette épidémie s'étend, à commencer par le chef de Leloup, qui devient l'époux de la femme de son collègue Papin, lui-même héritant, ravi, de son veuvage et quittant la police.
Les demandes affluent, et « Maître Matou » devient le chef d'une société secrète, les « Compagnons de la marguerite », qui écument les mairies pour former des couples mieux assortis que les horribles ménages constitués. Leloup et ses collègues, sous les déguisements les plus divers, tentent longtemps de prendre Matou en flagrant délit. Ils finissent par y arriver, mais Matou parvient, avant son procès, à effacer des registres d'état-civil l'existence du seul témoin à charge : Leloup. Le témoignage de celui-ci, qui n'existe pas légalement, est donc sans valeur. Sous les vivats d'une salle remplie par les époux échangés, qui lui doivent leur bonheur, Matou est libéré.

## Fiche technique
- Titre : Les Compagnons de la marguerite
- Réalisation : Jean-Pierre Mocky
- Assistants réalisateur : Luc Andrieux et Georges Sénéchal
- Scénario : Jean-Pierre Mocky
- Adaptation et Dialogues : Alain Moury
- Production : Henri Diamant-Berger et Jean-Pierre Mocky
- Photographie : Léonce-Henri Burel
- Opérateur : Yves Rodallec, assisté de Pierre Brard et Jean-Claude Bourlat
- Son : René Sarazin, assisté de Paul Pauwels
- Musique : Gérard Calvi
- Montage : Marguerite Renoir
- Décors : Louis Le Barbenchon
- Habilleuse : Renée Miquel
- Maquillage : Valérie Dijon
- Script-girl : Lily Hargous
- Photographe de plateau : Roger Forster
- Régie générale : Gilbert Marion et Marcel Mossotti
- Sociétés de production : A.T.I.C.A., Balzac Films, Boreal Film, Le Film d'Art et Mercurfilm (Milan)
- Directeur de production : Robert Florat
- Producteur délégué : Jérôme Goulven
- Société de distribution : Compagnie française de distribution cinématographique
- Pays de production :  France,  Italie
- Langue : français
- Tournage à partir du 3 octobre 1966 dans les studios Eclair à Épinay-sur-Seine et pour les extérieurs à Paris, Joinville, Robinson et Yerres
- Pellicule 35 mm - Noir et blanc - Mono
- Genre : Comédie
- Durée : 90 minutes
- Date de sortie :
  - France : 20 janvier 1967
  - Italie : 1970
- Visa d'exploitation : 32176

## Distribution
- Claude Rich : Georges Matouzec, dit « Matou », restaurateur de manuscrits
- Francis Blanche : l'inspecteur Maurice Leloup
- Michel Serrault : l'inspecteur Papin
- Paola Pitagora : Martine Leloup
- Catherine Rich (sous le nom de Catherine Darcy) : Françoise Matouzec
- Roland Dubillard : Flamand
- René-Jean Chauffard : le commissaire Rudel
- Micha Bayard : Paulette Papin
- Marcel Perès : Job
- Jean-Claude Rémoleux : Philippon
- Pierre Durou : Émile
- Jo Labarrère : Mouchaboeuf
- Jean Tissier : Galoupet, le concierge
- Henri Poirier : le potier polygame
- Philippe Brizard : Maître Castard (ou Questard)
- Michael Lonsdale : Lastac (ou Lataque), expert en écritures (crédité Michel Lonsdale)
- Alix Mahieux : Mme Martin, voisine des Leloup
- Dominique Zardi : le juge d'instruction (voix de Michael Lonsdale)
- Roger Legris : le président du tribunal
- André Numès Fils : l'avocat général
- Gibert Gobin : le maire de Mauval
- Rudy Lenoir : l'employé de mairie efféminé
- Raoul Guylad : l'employé de mairie aux bonbons
- Claude Mansard : le directeur du journal
- Denise Péronne : l'adjointe au maire du XVe
- Alexandre Randall : l'exhibitionniste
- Jean-Marie Robain : le noble
- Jean-Pierre Honoré : le fils parjure
- Georges Lemoyne : le conservateur
- Andrée Servilanges : Mme Henriot, la bibliothécaire
- Maurice Jany : un compagnon
- Albert Michel : le charcutier
- Bruno Balp : le gendarme
- Christine Aurel : l'employée du journal
- Françoise Arnaud : une femme du potier
- Laurence Bourdil : une femme du potier
- Claudine Dalmas : une femme du potier
- André Muletin

### Non crédités
- Luc Andrieux : le technicien
- Jean-Marie Arnoux : un employé de mairie
- Jean-Louis Calvet : un participant à la kermesse
- Adrien Cayla-Legrand : un invité à la projection
- Christian Chevreuse : le client du taxi pour la gare de l'Est
- Sophie Corbara : la mariée enceinte
- Philippe Dehesdin : maître Loustiquet
- Jean-François Dupas : le client du taxi
- Violeta Ferrer : une touriste à Notre-Dame
- Marcel Gassouk : un participant à la kermesse
- Georges Loriot : le petit vieux
- Gaston Meunier : un agent de police
- Jean-Claude Michot : le substitut du procureur
- Jacques Préboist
- Pierre Raffo : l'adjoint au maire de Mauval
- Émile Riandreys : le gardien de prison
- Francis Terzian : un des compagnons à l'Amicale des joueurs de biniou du Finistère
- Nono Zammit
- Jean-Pierre Mocky : l'homme aux lunettes foncées

## Autour du film
- Francis Blanche, dont le personnage dit avoir 36 ans, en avait en fait 9 de plus lors du tournage.
- Excepté celles du Xe arrondissement de Paris et celles de Joinville, d'Aulnay-Sous-Bois, Robinson et Yerres, les mairies refusent de prêter leurs locaux pour un film fondé sur la falsification des registres d'état civil. L'équipe doit reconstituer des décors de mairies dans Paris et la région parisienne[1].
- Laurence Bourdil, qui joue une des trois femmes du potier, est la fille de Marguerite Taos Amrouche qui avait repris le prénom chrétien Marguerite  de sa mère, Fadhma Aït Mansour Amrouche.

Une erreur à noter, lors de son premiers déplacement pour l'échange de son épouse avec celle de l'inspecteur Leloup, Matouzec dit qu'il faut modifier les actes de mariage en maries de Juvisy et du XV arrondissement de Paris, puis Rouen (Seine-Maritime), Beauvais (Oise), Les Essarts (Vendée) et Pantin (Seine-Saint-Denis) pour les actes de naissance. Hors lors de sa déposition l'inspecteur Leloup, en fin de film, déclare "Leloup Maurice né le 15 aoùt 1930 à Besançon dans le Doubs".

## Accueil
Le film réalise 521 400 entrées en France, dont 171 972 à Paris, et 301 467 en Espagne.
La critique est dans l'ensemble réjouie par cette comédie décapante tournant en dérision « la sacro-sainte institution du mariage ». Yvonne Baby y voit « un ballet délirant, une sorte de carmagnole vengeresse », regrettant seulement l'absence d'un style « qui lui permettrait de dépasser le "premier degré" de la laideur et de la bêtise, pour atteindre sinon au grandiose, du moins à la vraie folie » Libération savourera plus tard « des scènes de plus en plus folles, sans que la satire y perde en subtilité. Et puis, Francis Blanche porte la robe de mariée avec tellement de classe », et France Info y verra à sa disparition « l’un des films les plus drôles de Jean-Pierre Mocky, [...] qui mêle mauvais sentiments, critique de la société et immoralité revendiquée, fondé sur ses propres problèmes de divorce. »